# Дюранс
Дюра́нс (фр. Durance, лат. Druentia) — река на юго-востоке Франции. Дюранс берёт своё начало в Верхних Альпах вблизи горы Шенайе на границе с Италией и впадает в Рону в нескольких километрах к югу от Авиньона в департаменте Воклюз. Помимо Верхних Альп и Воклюза, Дюранс протекает также по департаменту Альпы Верхнего Прованса. Основные города, стоящие на Дюрансе, — это Бриансон, Амбрён, Систерон, Маноск, Кавайон. Наиболее значительные притоки — Юбей, Блеон, Вердон, Калавон, Жаброн и Гиль. Длина реки — 323,8 км Средний расход воды — 100 м³/с.
Вплоть до XIX века Дюранс был известен своим непостоянством. Частые изменения ширины русла и течения реки, особенно после разливов, затрудняли навигацию даже несмотря на относительно большую полноводность. Река использовалась для сплава леса из Альп к судостроительным верфям на средиземноморском побережье. Мост через Дюранс, сооружённый в Средние века в городе Систерон, до середины XIX века оставался единственной постоянной переправой. Река питала также значительную сеть ирригационных каналов. От неё берёт начало Прованский канал, обеспечивающий водой городскую агломерацию Марселя.
Строительство многочисленных гидротехнических сооружений на Дюрансе в XX веке полностью видоизменило облик реки. Большая часть водостока была отведена в каналы, русло реки стабилизировалось. Искусственные водохранилища (Сер-Понсон, Сен-Крой и др.) позволяют осуществлять устойчивое орошение даже в самые засушливые годы, а также привлекают многочисленных туристов.
Ранее, из-за сильных разливов, река считалось одним из бичей Прованса:
…мистраль — один из трёх бичей Прованса, двумя другими, как известно, или как, может быть, неизвестно, считались Дюранса и парламент.